# 趨勢科技
趨勢科技股份有限公司（英語：Trend Micro Inc.；簡稱：趨勢科技）為一間跨國軟體公司，提供電腦防毒軟體及網路安全服務。來自台灣屏東的趨勢科技董事長暨創辦人張明正，於1988年赴美國創立趨勢科技，至今全球營運據點遍及65個國家、共有超過6,700名員工。Trend Labs 为其全球技術支援與研發中心。

## 歷史
1988年創辦人張明正、妻子陳怡蓁、小姨子陳怡樺等人在美國加州洛杉磯共同創辦趨勢科技。
1991年發佈第一個版本PC-cillin 95；Server Protect 伺服器防毒核心技術授權美商英特爾（Intel）行銷歐美。1993年發表 StationLock，第一個為病毒防護及存取控制所設計的介面卡。1998年於日本東京正式掛牌上櫃；同年亦於美國 Nasdaq 成功掛牌上櫃。1999年企業防毒解決方案推出「The King Of The Virus Killers」 。
2005年5月買下InterMute公司，位於美國的波士頓，一家間諜軟體防護產品的廠商；同年6月購併Kelkea公司，位於美國的加州，一家IP篩選技術及信譽風險管理的廠商。2007年2月買下Merijn的防間諜軟體程序HijackThis；同年10月購併Provilla公司，原位於美國的加州，一家資料洩漏防護的廠商。2008年2月買下Identum公司，位於英國，一家身份加密（IBE）的廠商。2009年4月購併Third Brigade，位於加拿大，一家動態資料中心之伺服器及應用程式防護的廠商。2009年營業額達美金10.7億元（約新臺幣353.2億）；推出第一款支援 MAC 作業系統的防毒軟體。2010年6月買下humyo，位於英國的利茲，一家線上存儲和數據同步的廠商。
2010年推出第一款全雲端的防毒軟體（PC-cillin 2011）；同年11月收購 Mobile Armor，位於美國的密蘇里州，一家終端硬碟、檔案/文件夾及抽取式媒體的加密服務的廠商 。2012年6月收購 AffirmTrust。2016年4月Entrust Datacard公司收購趨勢科技旗下的 SSL 業務與資產，AffirmTrust 已經不屬於趨勢科技。2013年10月收購威播科技(Broadweb)。2015年10月21日收購 HP 旗下的 TippingPoint，當中包括全球最大的零時差漏洞懸賞計畫 Zero Day Initiative (ZDI)。2022年成立車用資安公司「VicOne」。

## 獲獎
1996年美國財富雜誌 ( Fortune)發表文章稱趨勢科技為亞洲最酷的公司；同年趨勢科技董事長張明正，贏得新加坡EDN Asia的亞洲企業最具創新獎，登1996年風雲創新人物。2001年臺灣《天下雜誌》評比趨勢科技獲得軟體業之最佳標竿企業 。2003年經濟部國貿局首度頒發「臺灣十大國際品牌」第二名給趨勢科技 。2004年趨勢科技董事長暨執行長張明正獲選為「亞洲最佳企業領袖獎」之「年度創新人物獎」。2005年獲選為資訊工業策進會「國內 MIS 人員心目中最優秀的企業網路防毒產品」。2006年獲得行政院勞工委員會「事業單位獎」、「創新經理人獎」。
2010年趨勢科技獲得社交工程惡意程式防護測試推薦；同年趨勢科技榮登Corporate Knights雜誌第六屆全球永續發展的社會企業名單，趨勢科技是唯一入選這份名單的安全廠商，並連續六年獲得道瓊永續發展指標(Dow Jones Sustainability Index)肯定。2011年TrendLabs 榮獲ISO 9001:2000國際認證，成為全球首家取得該認證的防毒軟體廠商；以及榮獲ISO 20000國際認證。獨立市場研究公司TechNavio評選趨勢科技為「雲端安全市場占有率第一」。資策會產業情報研究所(MIC)之調查報告，趨勢科技以20.6%的市佔率成為國內雲端資安產品/服務提供廠商的第一名。Deep Security通過加拿大通用標準評估與認證計劃，取得「通用標準評估保證第四級」最高等級認證。Deep Security 通過「聯邦資訊處理標準」(簡稱 FIPS)認證，此為政府機關與安全標準極為嚴格的企業是否採用資安產品的重要指標。IDC 報告指出趨勢科技全球伺服器安全市場佔有率第一，佔有率達 22.9%。2012年TechNavio再度評選趨勢科技為「全球虛擬化安全市場第一名」，市場佔有率達 10-12%。2023年獲Interbrand頒發台灣最佳國際品牌第二名。

## 合作與結盟
- 與 VMware 進行OEM合作，推出全球首家整合式雲端虛擬化安全方案。[29]。
- 加碼風險管理市場，與 Qualys 組合作聯盟[30]。
- 與 Facebook 合作，利用主動式雲端截毒技術[31]阻隔惡意網站連結。
- 與國際刑警組織合作，協助打擊全球網路犯罪，為國際刑警組織及多個參與國的政府、警政機關，以及負責重大基礎建設的民間企業提供網路威脅相關訓練課程，傳授專業知識及最佳實務原則來解決國內及國際新興的數位犯罪問題[32]。
- 與明新科技大學簽署產學合作合約，協助進行資安學程之課程規劃，輔導優秀種子學生取得資安證照[33]。

## 主要產品
- 個人/家庭：PC-cillin防毒版[34]、PC-cillin雲端版[35]、PC-cillin Pro（含趨勢科技安全VPN）[36]、PC-cillin for Mac[37]、行動安全防護[38]、趨勢科技安全VPN[39]、密碼管理通[40]、個資保鑣[41]、Dr. Safety（安全達人）[42]、防詐達人安全瀏覽器（終止提供服務）[43]、防詐達人Line[44]、智慧網安管家[45]。
- 中小型企業[46]：Worry-Free SMB、Worry-Free Business Security Services[47]、EC 檢測服務[48]、Worry Free Standard-標準版、Worry Free Services雲端防毒服務、Worry Free Pro雲端防毒服務-專家版、Cloud Edge、Trend Micro Cloud App Security、InterScan Web Security as a Service、Trend Micro Hosted Email Security等。
- 中大型企業：OfficeScan 端點防護[49]、Deep Discovery[50]、Deep Security[51]等。

## 外部連結
- 趨勢科技 （页面存档备份，存于）
- Site Safety Center （页面存档备份，存于）
- 趨勢科技的Facebook專頁
- YouTube上的趨勢科技頻道